# Mansión de Zaļenieki
La Mansión de Zaļenieki, también llamada Mansión de Zaļā, es una casa señorial en la región histórica de Zemgale, en Letonia. Rodeada por un parque de 27 hectáreas con estanques y lagos, fue una de las más antiguas propiedades de la Orden de Livonia en Zemgale. Su arquitectura permite ser evaluada como el primer y mayor modelo clásico en Curlandia.

## Historia
Después del colapso de la Orden de Livonia en 1562, la mansión se convirtió en una propiedad y popular lugar de caza para Gotthard Kettler, primer Duque de Curlandia y Semigalia. En 1766, el Duque Ernst Johann von Biron firmó la primera orden para la construcción de una nueva mansión. El diseño arquitectónico inicial se supone que fue una obra del arquitecto ruso de origen italiano Bartolomeo Rastrelli, que murió en 1771 antes de completar el proyecto. La construcción se inició en 1768 y finalizó en 1775 bajo la supervisión del asistente de Rastrelli, el danés Severin Jensen, que explica la influencia tanto del estilo barroco tardío y clasicista en la mansión acabada.
En 1795, cuando el Ducado de Curlandia y Semigalia fue incorporado al Imperio ruso, el emperador ruso Pablo I dio la Mansión de Zaļenieki y toda la finca a su cuñado Alejandro de Wurtemberg. En 1850 sus hijos vendieron la propiedad al arrendador de la Mansión de Bornsminde Alexis von Scheping. Su esposa Aleksandra Lieven de Mežotne, tras la muerte de su marido, pasó la propiedad a las manos del Conde alemán del Báltico Karl Theodor von Medem de Eleja a finales del siglo XIX. Después de la reforma agraria de 1920, el edificio fue nacionalizado y se convirtió en una escuela secundaria de oficios, que continúa operando a día de hoy.
Obras de restauración bajo las nuevas capas de estuco en el hall y en varias otras salas en la segunda planta revelaron la existencia de pinturas murales. La fachada de la Mansión de Zaļenieki no ha sufrido ningún cambio importante desde el siglo XVIII. Sin embargo, el interior de la mansión fue rediseñado y reactualizado entre 1866 y 1868. El complejo consistía de más de 30 edificaciones, incluyendo establos y alojamientos para los sirvientes.